# Per Lagergren
Per Olof Emanuel Lagergren, född 8 februari 1925 i Stockholm, död 7 augusti 1987 i Alster, var en svensk arkitekt. Han var son till arkitekten Olle Lagergren.

## Biografi
Per Lagergren var son till stadsarkitekten Olle Lagergren och Emeli Emanuelsson. Lagergren tog studenten i Karlstad 1942. Han fortsatte studierna på KTH med examen 1947, och vid Uppsala universitet till 1948. Han verkade som stadsarkitekt i Mariestad från 1952. 1958 efterträdde han sin far i rollen som stadsarkitekt i Karlstad och som vilken han tjänstgjorde fram till 1985. I staden finns numera Lagergrens gata uppkallad efter stadsarkitekterna.
Han var 1950–1976 gift med Kerstin Östensson (född 1922), dotter till stationsföreståndaren Oskar Östensson och Anna Fredriksson. De fick fyra barn. Från 1977 till sin död var han sedan gift med Konny Viktoria Lagergren (född 1925).
Per Lagergren är begravd på Ruds kyrkogård i Karlstad.

## Verk i urval
- Studenthem för Värmlands nation, Uppsala
- Stadshuset i Mariestad (1962)[7]
- Stadshuset i Karlstad (1963)[8]

## Bilder

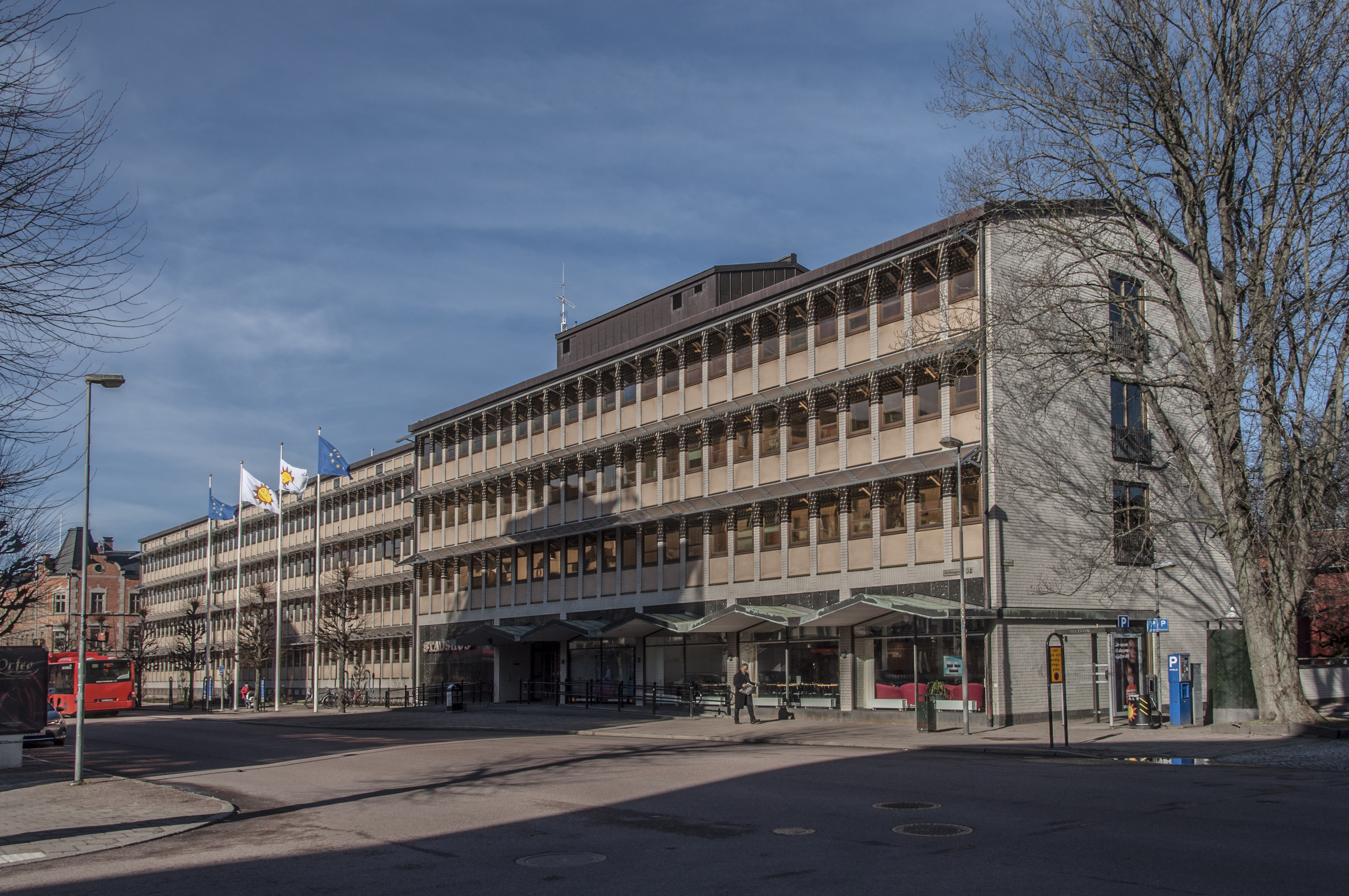
Stadshuset i Karlstad
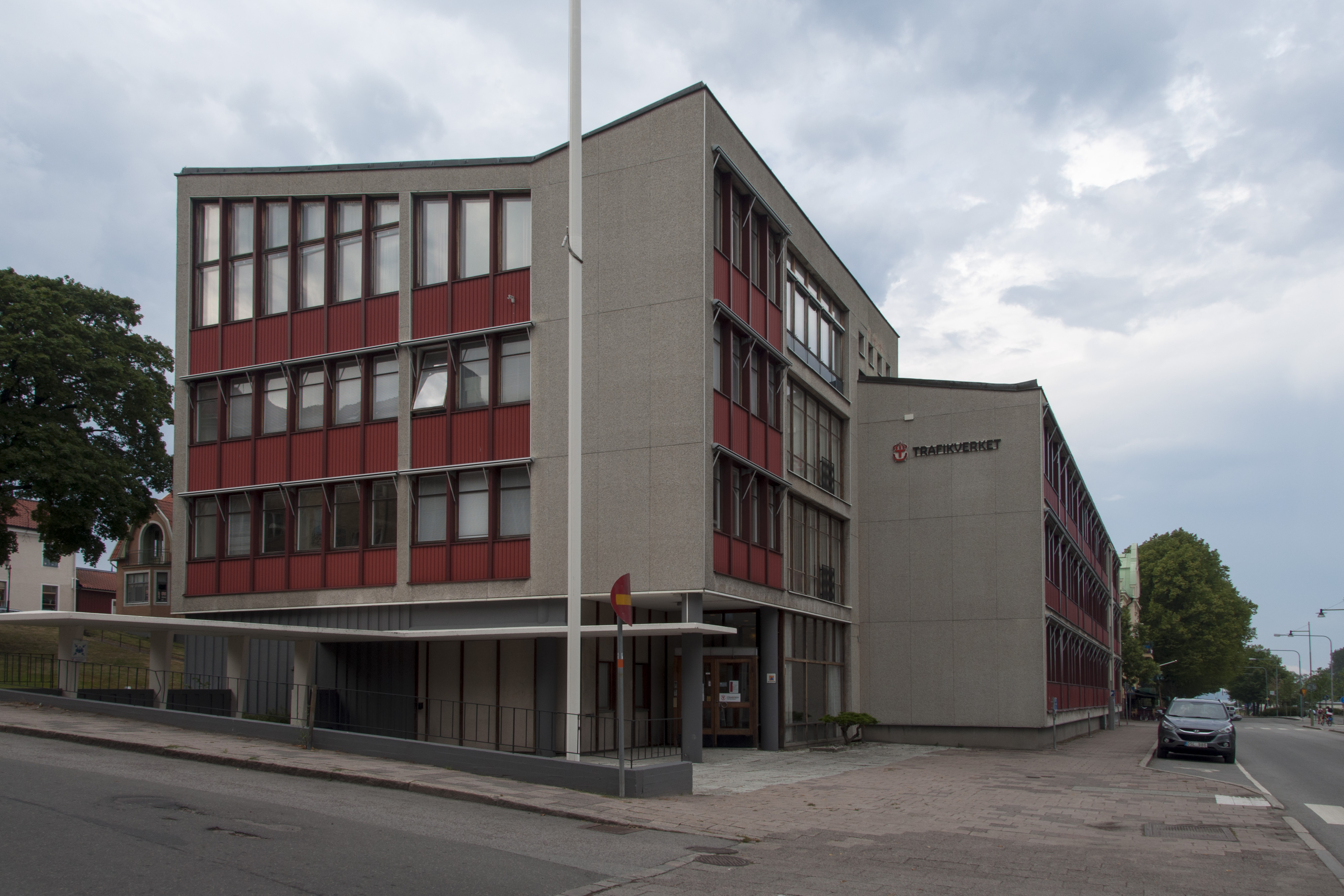
Stadshuset i Mariestad
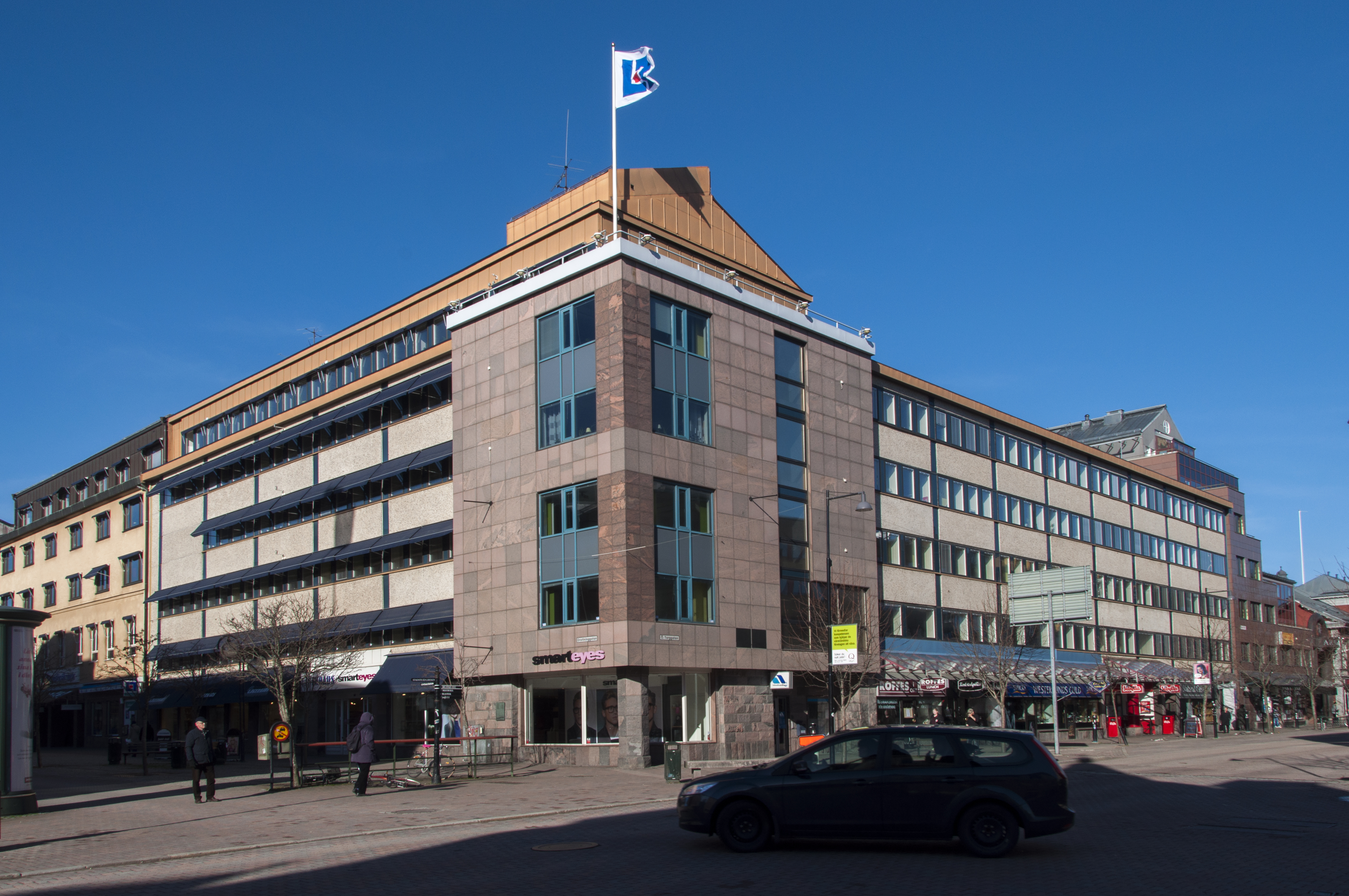
Mercurius 12, Karlstad